# Długowola Pierwsza
Długowola Pierwsza (prononciation : [dwuɡɔˈvɔla ˈpjɛrfʂa]) est un village polonais de la gmina de Lipsko dans le powiat de Lipsko de la voïvodie de Mazovie dans le centre-est de la Pologne.
Il se situe à environ 8 kilomètres au sud-ouest de Lipsko (siège de la gmina et de la powiat) et à 131 kilomètres au sud de Varsovie (capitale de la Pologne).
Le village possède approximativement une population de 260 habitants en 2006.

## Histoire
De 1975 à 1998, le village appartenait administrativement à la voïvodie de Radom.